# Stefan Ottrubay

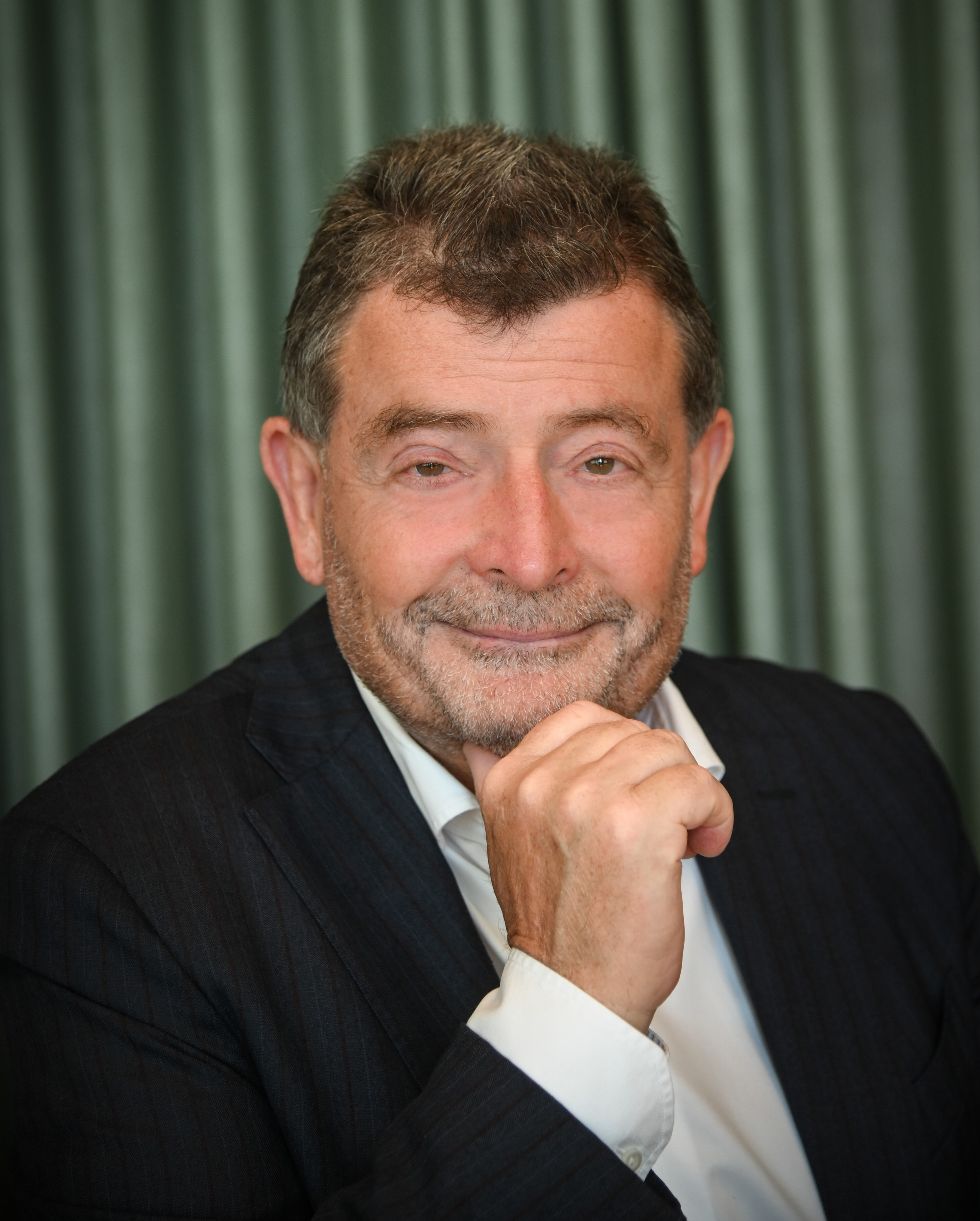
Stefan Ottrubay (2024)

Stefan Ottrubay (* 13. August 1954 in Zürich) ist ein Schweizer Manager, Vorsitzender der Esterházy-Stiftungen und Aufsichtsratsvorsitzender der Esterhazy Betriebe.

## Leben  und Wirken

### Kindheit und beruflicher Werdegang
Ottrubay ist der Sohn von Josef Ottrubay und dessen Ehefrau Magdalena Theresia geb. von Arentschildt. Nach Abschluss des Gymnasiums in Luzern studierte er Rechtswissenschaften in Fribourg und Zürich. 1980 wurde er zum Dr. jur. promoviert, 1981 erhielt er in Luzern und Zürich die Zulassung als Rechtsanwalt. Nach erweiterten Studien in den USA an der Columbia-Universität (LL.M.) begann er 1985 seine Laufbahn im Bereich Banken und Versicherungen, die mit Stationen in der Schweiz, London, Prag und Budapest verbunden war.
1990 war er als Direktor in der CS Gruppe für den Aufbau einer Privatisierungs- und Unternehmensberatungstochter zuständig; ab 1992 wurde er an die Spitze der neu gegründeten Tochter der Bayerischen Hypobank in Ungarn berufen, deren Leitung er bis 1997 innehatte. Von 1998 bis Ende 1999 betreute er verantwortlich die Restrukturierung und den Verkauf einer mittelgroßen Versicherungsgesellschaft, Tochter der Swiss Life, in Ungarn. Er verließ das Unternehmen offiziell auf eigenen Wunsch.

### Leitung der Esterhazy Betriebe
Im Dezember 2000 wurde Ottrubay von seiner Tante Melinda Esterházy geb. Ottrubay, der Witwe und Erbin von Paul Esterházy, mit der Leitung der Esterházyschen Stiftungen und Betriebe in Eisenstadt betraut. Bis 2023 war er Generaldirektor der Esterhazy Betriebe; mit der Umwandlung der Esterhazy Betriebe in eine Aktiengesellschaft im Jahr 2023 übernahm er den Vorsitz des Aufsichtsrats.
2009 begründete Ottrubay den Esterházy Art Award in Ungarn, welcher im Zweijahresrhythmus vergeben wird. Der Kunstpreis gilt „als tonangebend für den zeitgenössischen Kunstmarkt“. Die Kunstwerke werden in einer begleitenden Ausstellung präsentiert.

### Weitere Tätigkeiten
Ottrubay agiert außerdem unter anderem als Aufsichtsratsmitglied der österreichischen COREAL Immobilien und  Verwaltungs- und Beratungs AG, im Stiftungsrat der Schweizer Stiftung Melinda Esterházy de Galántha, in der liechtensteinischen Esterhazy – Spirit of East Stiftung, der österreichischen Esterhazy Privatstiftung, der österreichischen Foster Europe Privatstiftung, der österreichischen Esterhazy’sche Familien-Privatstiftung, der österreichischen Familie Esterhazy Gedenk-Privatstiftung sowie als Aufsichtsrat der österreichischen East Wine Participation AG und Geschäftsführer und Gesellschafter von weiteren Gesellschaften.
Im März 2023 erschien auf Ottrubays Initiative hin das Weißbuch zum Neusiedler See mit dem Titel Das Ende des Neusiedler Sees? Eine Region in der Klimakrise. Es thematisiert die Klima-Herausforderungen der Region, in der sich verschiedene Interessen vom Tourismus über den Naturschutz bis zur Landwirtschaft und dem kulturellen Erbe überlagern. Mit dem Erscheinen des Buches wurde der öffentliche Diskurs angestoßen.

### Privates
Ottrubay war 32 Jahre verheiratet und hat drei Kinder, die Ehe wurde geschieden.

## Kritik
Während seiner Tätigkeit als Leiter der Esterházy-Stiftungen und -Betriebe sah sich Ottrubay wiederholt Kritik ausgesetzt. Die Familie Esterházy distanzierte sich mehrfach von ihm. Insbesondere die nächsten männlichen Verwandten des verstorbenen Fürsten Paul V. Esterhazy sehen sich aus den Stiftungen hinausgedrängt. Der Fürst hatte seine Frau Melinda Esterházy als Universalerbin eingesetzt, die gemäß dem Wunsch ihres verstorbenen Gatten vier Stiftungen gründete. Die bisher angestrengten Gerichtsverfahren konnten die Stiftungen mit ihrem Vorstand Ottrubay jedoch für sich entscheiden. Auch der jahrelange Rechtsstreit um die Burg Forchtenstein wurde im Jänner 2021 beendet. Der Oberste Gerichtshof entschied auch hier zu Gunsten der Stiftung Esterhazy.
Im kulturellen Bereich wurde Ottrubay vorgeworfen, er wolle alle kulturell erfolgreichen Attraktionen im Burgenland unter seine Kontrolle bringen. Auch wurde 2015 eine Mietverlängerung für die Burgenländischen Haydnfestspiele im Schloss Esterházy zurückgezogen, was für Kritik durch den Veranstalter sorgte.

## Auszeichnungen
- 2004: Burgenlands Manager des Jahres[37]
- 2019: Komturkreuz des Landes Burgenland[1]
- 2023: Ehrenbürgerschaft der Freistadt Eisenstadt[25]
- 2024: Martinsorden in Gold[38][39]